# Ola (Dakota Południowa)
Ola – jednostka osadnicza w Stanach Zjednoczonych, w stanie Dakota Południowa, w hrabstwie Brule.